# Championnat de Suisse de football 1923-1924
Navigation
Édition précédente Édition suivante
La 27e édition du championnat de Suisse de football est remportée par le FC Zurich.
Le FC Nordstern Bâle termine deuxième. Le Servette FC complète le podium. 
Le championnat est divisé en trois groupes de neuf. Les premiers de chaque groupe sont qualifiés pour la phase finale décidant du champion. Les derniers de chaque groupe jouent des matchs de barrage de relégation contre les premiers de deuxième division. Le FC Biel-Bienne descend en deuxième division. Il est remplacé pour la saison 1924-1925 par le FC Granges.

## Les clubs de l'édition 1923-1924
| Club                     | Ville             |
| ------------------------ | ----------------- |
| Blue Stars Zurich        | Zurich            |
| BSC Old Boys             | Bâle              |
| BSC Young Boys           | Berne             |
| Cantonal Neuchâtel       | Neuchâtel         |
| Concordia Bâle           | Bâle              |
| Étoile Carouge FC        | Carouge           |
| Étoile La Chaux-de-Fonds | La Chaux-de-Fonds |
| FC Aarau                 | Aarau             |
| FC Bâle                  | Bâle              |
| FC Berne                 | Berne             |
| FC Biel-Bienne           | Bienne            |
| FC Brühl Saint-Gall      | Saint-Gall        |
| FC Fribourg              | Fribourg          |
| FC La Chaux-de-Fonds     | La Chaux-de-Fonds |
| FC Lucerne               | Lucerne           |
| FC Lugano                | Lugano            |
| FC Nordstern Bâle        | Bâle              |
| FC Saint-Gall            | Saint-Gall        |
| FC Winterthur            | Winterthour       |
| FC Zurich                | Zurich            |
| Grasshopper-Club Zurich  | Bâle              |
| Lausanne-Sports          | Lausanne          |
| Montreux-Sports          | Montreux          |
| SC Veltheim              | Winterthour       |
| Servette FC              | Genève            |
| Urania Genève Sport      | Genève            |
| Young Fellows Zurich     | Zurich            |

## Compétition

### Classements
Le classement est établi sur le barème de points classique (victoire à 2 points, match nul à 1, défaite à 0).

#### Groupe Ouest
| Rang | Équipe                   | Pts | J  | G  | N | P  | Bp | Bc | Diff |
| ---- | ------------------------ | --- | -- | -- | - | -- | -- | -- | ---- |
| 1    | Servette FC              | 30  | 16 | 14 | 2 | 0  | 42 | 9  | +33  |
| 2    | FC La Chaux-de-Fonds     | 22  | 16 | 11 | 0 | 5  | 42 | 18 | +24  |
| -    | Étoile La Chaux-de-Fonds | 22  | 16 | 9  | 4 | 3  | 34 | 16 | +18  |
| 4    | Lausanne-Sports          | 16  | 16 | 6  | 4 | 6  | 24 | 28 | -4   |
| 5    | Urania Genève Sport      | 15  | 16 | 6  | 3 | 7  | 22 | 25 | -3   |
| 6    | FC Cantonal Neuchâtel    | 14  | 16 | 7  | 0 | 9  | 22 | 26 | -4   |
| 7    | Étoile Carouge FC        | 13  | 16 | 6  | 1 | 9  | 16 | 38 | -22  |
| 8    | FC Fribourg              | 6   | 16 | 2  | 2 | 12 | 14 | 36 | -22  |
| -    | Montreux-Sports          | 6   | 16 | 1  | 4 | 11 | 17 | 37 | -20  |

|  | Qualification pour la phase finale |
|  | Barrages de relégation             |

Barrages de relégation
Un match de barrage oppose les deux derniers ex aequo que sont le FC Fribourg et le Montreux-Sports. Le vainqueur se maintient en première division tandis que le perdant affronte le leader du groupe Ouest de deuxième division, le Forward Morges en barrage de relégation.
| Équipe 1    | Résultat | Équipe 2        |
| ----------- | -------- | --------------- |
| FC Fribourg | 4 - 1    | Montreux-Sports |

| Équipe 1        | Résultat | Équipe 2       | Aller | Retour |
| --------------- | -------- | -------------- | ----- | ------ |
| Montreux-Sports | 6 - 3    | Forward Morges | 1 - 1 | 5 - 2  |

#### Groupe Centre
| Rang | Équipe            | Pts | J  | G  | N | P | Bp | Bc | Diff |
| ---- | ----------------- | --- | -- | -- | - | - | -- | -- | ---- |
| 1    | FC Nordstern Bâle | 26  | 16 | 11 | 4 | 1 | 34 | 10 | +24  |
| 2    | BSC Young Boys    | 25  | 16 | 10 | 5 | 1 | 28 | 9  | +19  |
| 3    | FC Bâle           | 18  | 16 | 8  | 2 | 6 | 16 | 15 | +1   |
| 4    | BSC Old Boys      | 17  | 16 | 6  | 5 | 5 | 29 | 26 | +3   |
| 5    | FC Berne          | 14  | 16 | 4  | 6 | 6 | 25 | 31 | -6   |
| 6    | FC Aarau          | 12  | 16 | 4  | 4 | 8 | 14 | 20 | -6   |
| 7    | FC Concordia Bâle | 11  | 16 | 4  | 3 | 9 | 19 | 31 | -12  |
| -    | FC Lucerne        | 11  | 16 | 4  | 3 | 9 | 13 | 30 | -17  |
| 9    | FC Biel-Bienne    | 10  | 16 | 3  | 4 | 9 | 13 | 19 | -6   |

|  | Qualification pour la phase finale |
|  | Barrages de relégation             |

Barrage de relégation
Le barrage oppose le FC Biel-Bienne, dernier du groupe Centre, au FC Granges, leader du groupe Centre de deuxième division. 
| Équipe 1       | Résultat | Équipe 2   | Aller | Retour |
| -------------- | -------- | ---------- | ----- | ------ |
| FC Biel-Bienne | 0 - 1    | FC Granges | 0 - 0 | 0 - 1  |

#### Groupe Est
| Rang | Équipe                  | Pts | J  | G  | N | P  | Bp | Bc | Diff |
| ---- | ----------------------- | --- | -- | -- | - | -- | -- | -- | ---- |
| 1    | FC Zurich               | 26  | 16 | 13 | 0 | 3  | 52 | 12 | +40  |
| -    | Young Fellows Zurich    | 26  | 16 | 12 | 2 | 2  | 44 | 23 | +21  |
| 3    | Grasshopper-Club Zurich | 19  | 16 | 8  | 3 | 5  | 30 | 34 | -4   |
| 4    | FC Saint-Gall           | 18  | 16 | 8  | 2 | 6  | 37 | 20 | +17  |
| 5    | FC Brühl Saint-Gall     | 14  | 16 | 6  | 2 | 8  | 24 | 31 | -7   |
| 6    | FC Winterthur           | 12  | 16 | 5  | 2 | 9  | 18 | 22 | -4   |
| -    | SC Veltheim             | 12  | 16 | 6  | 0 | 10 | 33 | 51 | -18  |
| 8    | FC Lugano               | 10  | 16 | 4  | 2 | 10 | 21 | 35 | -14  |
| 9    | Blue Stars Zurich       | 7   | 16 | 3  | 1 | 12 | 19 | 50 | -31  |

|  | Barrages de phase finale |
|  | Barrages de relégation   |

Barrage de phase finale
Le barrage oppose les deux co-leaders du classement que sont le FC Zurich et le Young Fellows Zurich pour une place en phase finale. 
| Équipe 1  | Résultat | Équipe 2       | Match 1 | Match 2 |
| --------- | -------- | -------------- | ------- | ------- |
| FC Zurich | 2 - 1    | BSC Young Boys | 1 - 1   | 1 - 0   |

Barrage de relégation
Le barrage oppose le Blue Stars Zurich, dernier du groupe Est, à l'Oberwinterthur, leader du groupe Est de deuxième division. 
| Équipe 1          | Résultat | Équipe 2       | Aller | Retour |
| ----------------- | -------- | -------------- | ----- | ------ |
| Blue Stars Zurich | 8 - 2    | Oberwinterthur | 2 - 0 | 6 - 2  |

#### Phase finale
Matchs
| Équipe 1          | Résultat | Équipe 2          | Date          | Lieu   |
| ----------------- | -------- | ----------------- | ------------- | ------ |
| FC Nordstern Bâle | 1 - 0    | Servette FC       | 13 avril 1924 | Genève |
| FC Zurich         | 1 - 0    | Servette FC       | 4 mai 1924    | Zurich |
| FC Zurich         | 3 - 1    | FC Nordstern Bâle | 11 mai 1924   | Bâle   |

Classement
| Rang | Équipe            | Pts | J | G | N | P | Bp | Bc | Diff |
| ---- | ----------------- | --- | - | - | - | - | -- | -- | ---- |
| 1    | FC Zurich         | 4   | 2 | 2 | 0 | 0 | 4  | 1  | +3   |
| 2    | FC Nordstern Bâle | 2   | 2 | 1 | 0 | 1 | 2  | 3  | -1   |
| 3    | Servette FC       | 0   | 2 | 0 | 0 | 2 | 0  | 2  | -2   |

|  | Champion de Suisse |

## Bilan de la saison
| Tableau d'Honneur                 |           |
| Compétition                       | Vainqueur |
| Championnat de Suisse de football | FC Zurich |

| Promotions et relégations |                |
| Promus                    | FC Granges     |
| Relégués                  | FC Biel-Bienne |